# Ingerana sariba
Ingerana sariba är en groddjursart som först beskrevs av Robert Walter Campbell Shelford 1905.  Ingerana sariba ingår i släktet Ingerana och familjen Dicroglossidae. Inga underarter finns listade i Catalogue of Life.